# Феррари, Андреа Карло
Андре́а Ка́рло Ферра́ри  (итал. Andrea Carlo Ferrari; 12 августа 1850, Паланцано, Пармское герцогство — 2 февраля 1921, Милан, королевство Италия) — блаженный Римско-католической Церкви, итальянский кардинал. Епископ Гуасталлы с 29 мая 1890 по 29 мая 1891. Епископ Комо с 29 мая 1891 по 21 мая 1894. Архиепископ Милана с 21 мая 1894 по 2 февраля 1921. Кардинал-священник с 18 мая 1894, с титулом церкви Сант-Анастазия с 21 мая 1894.

## Биография
Закончил духовную семинарию в Парме. 20 декабря 1873 года был рукоположён в священника, после чего  преподавал в семинарии физику и математику, одновременно исполняя обязанности ректора семинарии. Позднее преподавал фундаментальную теологию и историю Церкви. 29 мая 1890 года был рукоположён в епископа города Комо (Como). 18 мая 1894 года был назначен кардиналом и 22 мая 1894 года назначен архиепископом Милана. Принимал участие в Конклавах 1903 года и 1914 годов. Умер 2 февраля 1921 года в Милане. Его преемником на миланской кафедре стал Акилле Ратти — будущий римский папа Пий XI.

## Прославление
10 мая 1987 года Андреа Карло Феррари был причислен к лику блаженных римским папой Иоанном Павлом II.